# Manuel Coelho Cintra Júnior
Manuel Coelho Cintra Júnior (Rio de Janeiro, 20 de dezembro de 1848 — Aracati, 13 de agosto de 1892) foi bacharel em Direito e magistrado brasileiro.
Natural do Rio de Janeiro, diplomou-se pela Faculdade de Direito de Recife, em 1859. Exerceu, por nomeação, o cargo de promotor público em Pernambuco e na Paraíba. Transferindo-se para o Ceará, serviu como juiz municipal de Aquiraz e de Icó, e juiz de direito em Jaguaribe-Mirim e São Bernardo de Russas, em 1887, sendo depois removido para Aracaju, em Sergipe.
Era chefe de polícia em Sergipe por ocasião da Proclamação da República, cargo anteriormente exercido na Paraíba. De Aracaju foi removido para a comarca de Baturité, no Ceará.
Por decreto de 25 de dezembro de 1890, foi nomeado desembargador do Tribunal da Relação do Ceará, empossando-se em 13 de janeiro de 1891. Aposentou-se neste elevado cargo após exercer a presidência do Tribunal.
Sua primeira esposa foi Dulce Elisa Cavalcanti de Albuquerque, falecida em 1878, vítima de uma epidemia de beribéri, quando era magistrado em Baturité, com quem teve oito filhos, entre eles  Elias Coelho Cintra. Foi casado em segundas núpcias com Maria Emília Martins Coelho Cintra, filha de Teresa de Castro Martins e de Herculano de Sousa Martins, irmã do cônego Porfírio de Sousa Martins, com quem é sabido que teve três filhos:
- José Amaro Coelho Cintra (1881 - 1953), bacharel em Direito, magistrado e político;
- Rita Cintra da Costa, casada com Afonso Costa, ex-deputado federal de Pernambuco;
- Guilherme Tell Coelho Cintra (1885 - 1956), bacharel em Direito e jornalista.[3]